# Denis Scuto
Denis Scuto (Esch-sur-Alzette, 13 novembre 1964) è un ex calciatore lussemburghese, di ruolo centrocampista.

## Carriera

### Club
Ha speso l'intera carriera giocando nella massima serie lussemburghese con il Jeunesse Esch.

### Nazionale
Dal 1988 al 1993 ha giocato 7 partite con la nazionale lussemburghese.

## Palmarès

### Club

#### Competizioni nazionali
- Campionato lussemburghese: 8

Jeunesse Esch: 1984-1985, 1986-1987, 1987-1988, 1994-1995, 1995-1996, 1996-1997, 1997-1998, 1998-1999
- Coppa del Lussemburgo: 4

Jeunesse Esch: 1987-1988, 1996-1997, 1998-1999, 1999-2000

### Individuale
- Calciatore dell'anno (Lussemburgo): 1

1988